# Владислав Радимов
Владислав Николаевич Радимов е бивш руски футболист, роден на 26 ноември 1975 г. в Ленинград, СССР. Играл е на поста полузащитник. Треньор на Зенит-2.

## Кариера
Започва да тренира футбол от малък. Тренира в школата на Сатурн Санкт Петербург, а след това в ЦСКА Москва. През юли 1992 г. дебютира и за мъжкия тим. На 13 май 1993 вкарва първия си гол за ЦСКА. През 1994 г. става важен играч за ЦСКА и получава повиквателна в националния отбор на Русия за приятелски мач срещу Австрия. Заедно с Дмитрий Хохлов и Сергей Семак са основни фигури в средата на полузащитата. Играе в трите мача на сборная на ЕВРО 96. След първенството е трансфериран в Реал Сарагоса. Там изкарва общо 4 години записвайки 63 мача и 5 гола. По време на престоя си в Испания за кратко отива под наем в Динамо Москва. След като му приключва договора с Реал Сарагоса отива в Левски (София), където изиграва едва 3 мача и вкарва гол на Черно море. От България се връща в родината си, където продължава кариерата си за 2 години в Криля Советов. Там записва 58 мача и 4 гола. В самарския тим Радимов изживява втора младост. От 2003 г. играе в Зенит. Той измества от титулярното място Алексей Игонин и до 2007 е капитан на отбора, но лентата му е отнета заради сбиване с Фернандо Риксен на тренировка.
В края на 2008 година, Радимов решава да сложи край на кариерата си. От началото на 2009 е спортен директор на Зенит. На 31 март 2011 получава треньорски лиценз А.

## Успехи
- Носител на Купата на УЕФА (2008) със Зенит
- Шампион на Русия: (2007) със Зенит
- Финалист за Купата на Русия: (1998 – 1999) с Динамо Москва
- Носител на Купата на Лигата на Русия: (2003) със Зенит
- Носител на Купата на Краля: (1999 – 2000) с Реал Сарагоса
- Шампион на България: (2000 – 2001) с Левски София